# Amora-vermelha
A Amora-vermelha é o pseudofruto de Rubus rosifolius Sm., uma planta considerada nativa de diversas regiões da África (Ilhas Maurício), de grande parte dos países Ásia e Oceania (Austrália, lhas Salomão, Nova Caledônia, Papua Nova-Guiné e Vanatu).
Erroneamente considerada como uma planta nativa no Brasil, é uma espécie introduzida e descrita como invasora no território brasileiro. Tornou-se naturalizada às condições brasileiras e está distribuída em áreas do Cerrado e Mata Atlântica, em Floresta Ombrófila Densa e Mista.
Pequeno arbusto de, no máximo, 1,50 m de altura. Forma amplas touceiras. É facilmente reconhecível pelos espinhos no caule e nas folhas e pela folhagem bastante recortada. As flores são brancas. Os "frutos" são bolinhas vermelhas e ocas e com pouco sabor. Com as amoras se fazem geléias, doces, compotas e vinhos.
A amora-vermelha é comum no Brasil nas regiões altas e frias, principalmente no Sudeste e no Sul. Invade preferencialmente ambientes úmidos (com mais de 1.800 mm de precipitação média anual), iluminados (exige sol parcial para florescer e frutificar, mas se desenvolve melhor em pleno sol), e em ambientes com altitude de moderada a elevada.

## Sinonímia e variedades
- Rubus commersonnii Poir.
- Rubus coronarius
- Rubus eustephanos var. coronarius
- Rubus rosaefolius Smith
- Rubus rosifolius Smith var. coronarius Sims
- Rubus rosifolius var. commersonii
- Rubus rosifolius var. rosifolius